# Katzbalger

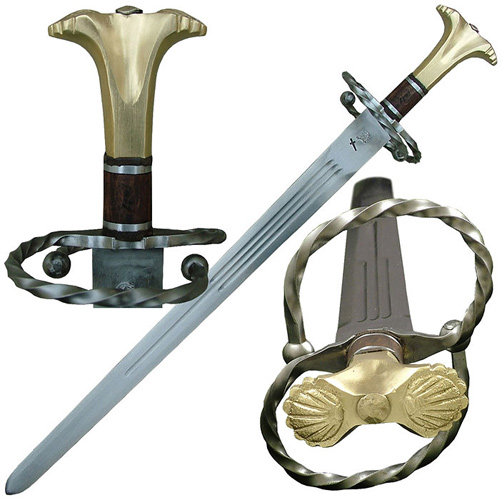
Katzbalger.

La katzbalger o destripagatos es una espada corta renacentista. Llegó a destacar por su robustez y por su característica guardia en forma de ocho. Medía entre 75-85 cm de largo y pesaba entre 1-2 kg. Era el arma característica de los Lansquenetes. La espada katzbalger fue diseñada con una gran guarda en forma de ocho para proteger bien la mano e impedir que la hoja del oponente pudiera deslizarse hasta abajo.
Existen varias explicaciones para el origen del término «katzbalger». Una de ellas deriva de la costumbre de llevar la espada sin vaina, enganchada al cuerpo solo por la piel de un gato (la palabra germana katze significa 'gato', mientras que balg hace referencia a la piel de un animal, por lo que katzbalger vendría a significar sostenido por la piel de un gato).
Otra teoría es que el origen de la palabra esta en balgen (reyerta), haciendo referencia a las violentas e intensas luchas de los gatos callejeros en celo. La traducción más literal sería destripagatos, como alusión a esa lucha.
La katzbalger solía ser usada por los piqueros, arqueros y ballesteros como último recurso cuando sus armas principales (picas, arcos o ballestas) dejaban de ser efectivas debido a la cercanía del oponente.